# رود هیدا
رود هیدا (به لاتین: Hida River) یک رود در ژاپن است که 	۱۴۸ کیلومتر است.